# Manuel Franco
Manuel Franco (Concepción, 9 giugno 1871 – 5 giugno 1919) è stato un avvocato, magistrato e politico paraguaiano.
Fu presidente del Paraguay dal 15 agosto 1916 al 5 giugno 1919.

## Biografia
Laureato in giurisprudenza, Franco esercitò l'avvocatura e l'insegnamento nel Colegio Nacional e all'Universidad Nacional, dirigendoli entrambi. Nel 1904 presentò il Plan Franco di riorganizzazione dell'istruzione secondaria, rimasto in vigore per quasi 25 anni.
Ritiratosi dalla docenza, Franco entrò in politica tra le file dei liberali radicali, divenendo ministro della Giustizia, Culto e Pubblica Istruzione (1908) e dell'Interno. Membro del Tribunale Superiore di Giustizia dal 1910, fu senatore (1912-1916) e nel 1913 venne creata apposta per lui la carica di procuratore generale dello Stato. Durante i successi del novembre 1911 fece parte della Giunta rivoluzionaria insediata a Pilar.
Eletto regolarmente presidente della Repubblica, morì in carica il 5 giugno 1919.